# Scottish Dance Theatre
O Scottish Dance Theatre é uma companhia nacional de dança contemporânea da Escócia com sede no Dundee Rep Theatre em Dundee, Escócia. Foi fundada por Royston Maldoom em 1986 como Dundee Rep Dance Company . 

## A companhia
A companhia é atualmente liderada pelo Diretor Artístico Joan Clevillé, que assumiu o cargo em abril de 2019. Ele voltou ao Scottish Dance Theatre depois de se apresentar com a companhia entre 2009 e 2013. Seus predecessores, Fleur Darkin e Janet Smith, conduziram a companhia de 2011 a 2019 e de 1997 a 2011, respectivamente. Cada um dos diretores artísticos contribuiu para o repertório coreográfico da companhia.
Em 2003, a SDT ganhou o Critics' Circle National Dance Award de Melhor Repertório de Companhia de Dança (Moderna) e também ganhou um Herald Angel Award por sua performance de Luxuria, de Liv Lorent, no Festival Fringe de Edimburgo de 2005 .
O Scottish Dance Theatre se apresentou em Chipre e Atenas durante o verão de 2008, antes de retornar ao Festival Fringe de Edimburgo em agosto. Em novembro de 2009, a empresa viajou para Dubai e pra China antes de continuar sua turnê de outono no Reino Unido. Em 2010, a companhia voltou a se apresentar no Festival Fringe de Edimburgo e fez turnês pelos Países Baixos e Milão. Em 2012, a companhia viajou pela Índia e realizou um extenso programa de divulgação em quatro grandes cidades, alcançando o público escolar, professores além dos de dança, crianças carentes e crianças com necessidades adicionais de apoio, trabalhando com organizações de dança novas e já estabelecidas no local.
A companhia é uma das fundadoras da RepNet. A RepNet é uma rede que reúne atualmente 5 companhias de dança de repertório/comissionamento de tamanho e circunstância semelhantes de cinco países do Norte da Europa para se apoiarem, fortalecerem e aprimorarem mutuamente seus trabalhos por meio da troca de experiências, compartilhamento e aprendizado. As companhias membros são a Skånes Dansteater (Suécia), a Carte Blanche (Noruega), a Companhia de Dança da Islândia, o Tanztheater nordwest (formada pela Companhias de dançaOldenburg e Companhia de dança Bremen; da Alemanha) e  o Scottish Dance Theatre. 

## Repertório
Atualmente a companhia trabalha com as seguintes obras:
- Process day ("Dia do processo"), de Sharon Eyal e Gai Behar
- The Circle ("O Círculo"), de Emanuel Gat
- LOOPING: Scotland Overdub por 7Oito
- RITUALIA de Colette Sadler
- TuTuMucky de Botis Seva
- Antigone, Interrupted ("Antígona, Interrompida"), de Joan Clevillé